# PKO Bank Polski
Powszechna Kasa Oszczędności Bank Polski Spółka Akcyjna (comúnmente utilizando la forma abreviada PKO Bank Polski S.A. o PKO BP S.A.) (WSE: PKO) es el mayor banco de Polonia. Aunque cotiza en la bolsa de Varsovia, a enero de 2020 el estado aún mantiene el 31,39% de las acciones.
Parcialmente privatizado por el estado polaco, y todavía siendo uno de los bancos del estado, PKO BP es en la actualidad una de las grandes empresas de Polonia y de la lista Forbes Global 2000. El nombre completo Powszechna Kasa Oszczędności significa cercanamente "Caja de Ahorros General", y Bank Polski significa "Banco Polaco." Popularmente solo se usa el acrónimo.
Debido a su tamaño y su posición como uno de los primeros bancos de Polonia, PKO todavía es una de las marcas más reconocidas de este país. Hoy en día, PKO emplea 37.000 personas y tiene ingresos de 2.000 millones de dólares. En los años recientes el banco ha invertido fuera de Polonia, es notable la adquisición del banco ucraniano Kredyt Bank Ukraina. La compañía tiene su sede en el centro de Varsovia.
PKO BP tiene una división de banca electrónica denominada iPKO.
PKO BP no debe ser confundido con otro antiguo gran banco polaco, y con idéntico acrónimo, el Bank Pekao S.A.